# Квантитативна генетика
Квантитативна генетика је грана популацијске генетике која проучава наслеђене базе фенотипова који се стално мењају (као што су висина или тежина), за разлику од квалитативних, чија је промена дисконтинуирана (наизменично), где су генетски производи дискретно препознатљиви (као што је боја очију, свих система крвних група). Квантитативна генетика, дакле, проучава степен херитабилности мерљивих - метричких и меристивних (варијабилних) једначина - које се стално миењају или флуктуирају.    
Оба облика варијације (квалитативни и квантитативни) укључују фреквенције различитих алела једног гена у пантматичној популацији (гамодеме) у комбинацији са принципима изведеним из једноставног Менделовог наслеђа. Узорци наслеђивања се такође анализирају компаративном студијом родитељске генерације и потомства. Док се популациона генетика може фокусирати на одређене гене и њихове касније метаболичке продукте, квантитативна генетика је више фокусирана на анализу њихове спољашње фенотипске манифестације, а налази се заснивају само на генетским основама. Међутим, ово се може посматрати као предност јер олакшава разумевање односа с биолошким макрокосмосима, укључујући микроеволуцију и уметну селекцију у узгоју биљака и животиња. Обе гране деле одређену заједничку историју и подразумевају примену одређених математичких и статистичких процедура.
На пример, они користе експанзију квадратне једначине да би представили оплодњу гамета да би формирали зигот. Међутим, због континуиране дистрибуције фенотипских мера, квантитативна генетика треба да укључује и многе друге статистичке методе (као што су ефекат, средња вредност (просек) и варијације) како би се повезали фенотипове са основним генетским принципима. Неки од могућих фенотипова (дескриптивни) могу се анализирати као дискретне (алтернативне) категорије или као континуиране секвенце фенотипова, у зависности од дефиниције граничне мере, или као метричке када се квантизују  Мендел је такође разматрао ово питање у свом фабуларном, основном раду , посебно уважавајући његов опис високог и патуљастог грашка, који је заправо био дужина стабљике.  
Према Батесону, квантитативна својства (КТЛ) су ДНК региони који утичу на квантитативне фенотипске особине или су повезани са тим генима. Ово, у новије вријеме, осим квантитативне генетике, директно се односи на молекуларну генетику.

## Такође погледајте
- Полигенско наслеђивање
- Интеракције гена